# Douchapt
Douchapt är en kommun i departementet Dordogne i regionen Nouvelle-Aquitaine i sydvästra Frankrike. Kommunen ligger i kantonen Montagrier som tillhör arrondissementet Périgueux. År 2022 hade Douchapt 349 invånare.

## Befolkningsutveckling
Antalet invånare i kommunen Douchapt
Referens:INSEE